# Nathaniel Dance
Nathaniel Dance, né à Londres le 20 juin 1748 et mort à Enfield le 25 mars 1827, fut un commandant très célèbre de la British East India Company.
Il participa à plusieurs engagements navals contre les français durant les guerres napoléoniennes, notamment la bataille de Pulo Aura dans le détroit de Malacca, le 15 février 1804 contre la flotte de l’amiral Charles Alexandre Léon Durand de Linois.
Il est le petit-fils de l’architecte George Dance l’Ainé (1695 – 1768), chez lequel il vécut, lorsque son père James Dance (1722–1744), devenu acteur et dramaturge, abandonna son épouse Elizabeth pour aller vivre avec une actrice.

Il est aussi le neveu du portraitiste et homme politique Nathaniel Dance-Holland (1735–1811) et de l’architecte George Dance le Jeune (1741–1825).